# Jonah Freud

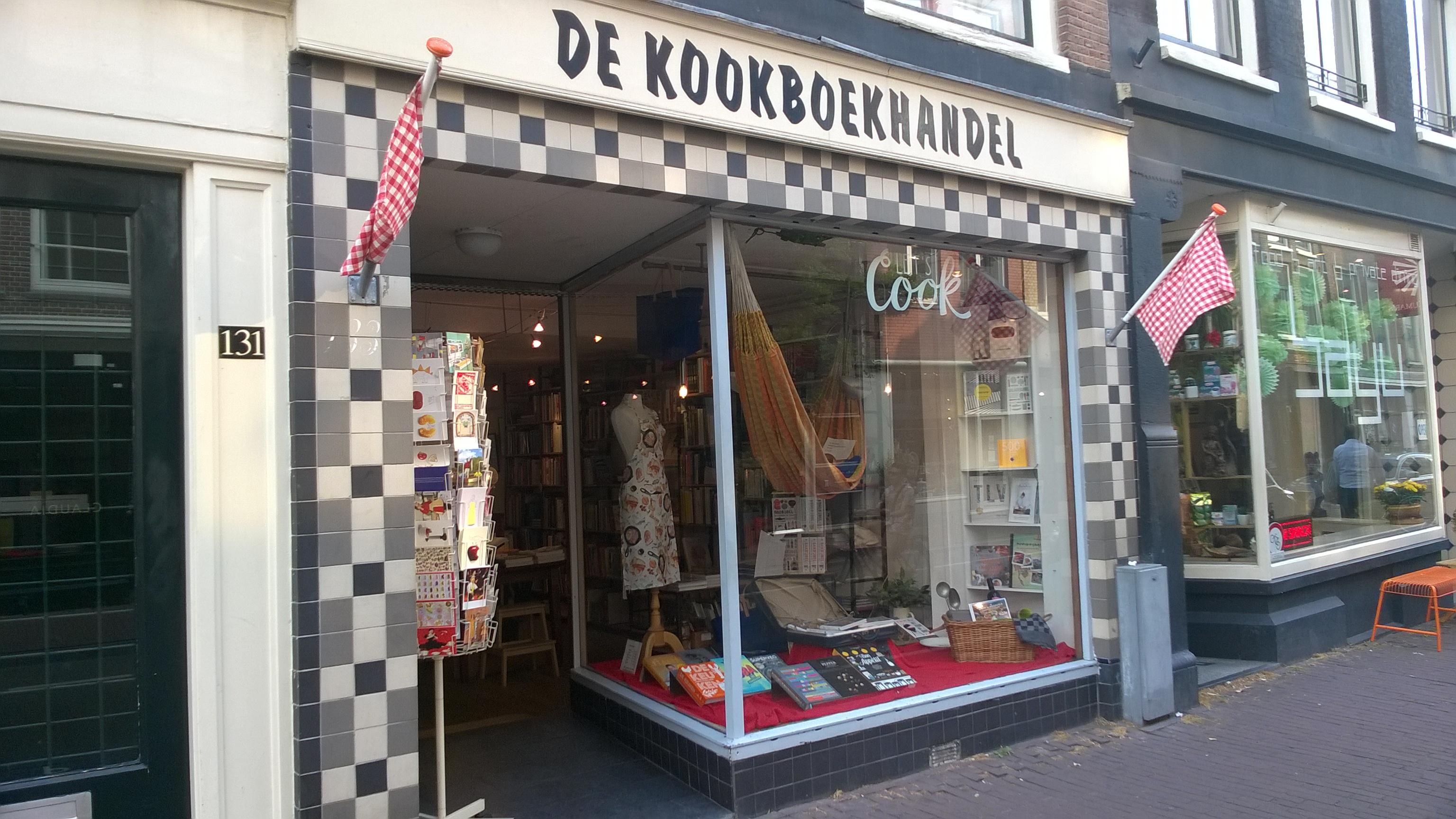
De Kookboekhandel in 2018)

Jonah Freud (Amsterdam, 6 juli 1962) is een Nederlands schrijfster op het gebied van gastronomie als ook jarenlang bedrijfsvoerder van de winkel De Kookboekhandel aan de Haarlemmerdijk 133.
Ze is een dochter van Gerrit Ernst Freud en Aenne de Swaan (1933-1988). Ze is getrouwd met Wim Prins. Dochter Cijn Prins treedt deels in de voetsporen van haar moeder (kookboeken als Studentenkookboek). Zoon Vasso Prins is professioneel kok en hotelier in Oostenrijk. 
Haar middelbaar onderwijs genoot ze aan het Montessori Lyceum Amsterdam (1974-1978). Daarna volgde een opleiding aan de Sociale Academie (1978-1982) en in 1984 een propedeuse Rechten. 
Al tijdens de opleiding ging ze werken in de Kookboekhandel van Johannes van Dam; het is dan 1977. In 1989 neemt ze het bedrijf over. Volgens eigen zeggen was haar eerste boek Vanaf ’t IJ (2001). Ze bewondert Claudia Roden in de manier waarop zij recepten op papier kan omschrijven.
Andere functies binnen de gastronomische wereld waren/zijn medewerker Elle Eten (1999-2012), medewerker Radio Mangiare (2010-2018),  kookboekenrecensent bij De Telegraaf, De Volkskrant, Trouw, Het Parool (vanaf 1995), voorzitter Stichting Gastronomische Bibliotheek (vanaf 2014) en een jurylid binnen de Johannes van Damprijs.

## De Kookboekhandel
De winkel werd in 1977 in werking gezet door Titia Bodon (interieurarchitect en vrouw van architect Alexander Bodon) aan de Willemsparkweg, later aan de Runstraat 26 gevestigd. Aldaar nam Johannes van Dam de winkel over. Vanaf 1977 was Freud betrokken bij de winkel, eerst onbetaald. Ze onderbrak haar werkzaamheden aldaar tijdens het bewind van Van Dam. Er viel wel met hem te praten over eten, maar er was in haar ogen niet met hem samen te werken. In 1990 werd ze na van Van Dam de eigenares. In 2013 verhuisde de winkel naar de Haarlemmerdijk. De nawerking van de coronapandemie  bracht haar tot het zoeken van een opvolger voor De Kookboekhandel in januari 2023. Ze had na 34 jaar het gevoel dat het werken in haar winkel volbracht was.
Bibliografie:
- 2001: Vanaf ’t IJ
- 2003: Kijk en kook
- 2005: The Dylan Amsterdam, over chef Schilo van Coevorden van The Dylan
- 2008: Absolutely Jean Beddington (met Jean Beddington)
- 2010: De banketbakker (samen met Cees Holtkamp; geschatte verkoop 81.000)
- 2011: Koekje (over Cees Holtkamp en Kees Raat)
- 2014: Volkorenbrood
- 2015: The Amsterdam gourmet (met Cijn)
- 2016: Power to the pieper; het Aardappelkookboek (met Samuel Levie en Yolanda van der Jagt
- 2016: Heerlijk Amsterdam (met Cijn)
- 2017; Zeelust (met Cijn), culinaire gerechten van kustplaatsen
- 2018: hertaling De Elisabeth
- 2018: Bon appétit, over kookkunsten van haar moeder
- 2019: De bijbel van de Japanse keuken (met Tosso van Coevorden)
- 2020: Inmaken (Met Noni Kooiman)
- 2021: Drankjes (met Noni Kooiman), inmaakrecepten
- 2022: Memmisj; De Joodse keuken van Jonah Freud (haar 25e boek)
- Jammie!
- Altijd zondag; de keuken van Wil Demandt (chef-kok bij restaurant Bordewijk)